# Mágneses mező
A mágneses mező (másként mágneses tér) mágneses erőtér. Mozgó elektromos töltés (elektromos áram) vagy az elektromos mező változása hozhatja létre. A mágneses mezőt jellemző fizikai mennyiség a mágneses fluxussűrűség, mértékegysége a tesla (Vs / m²).

## Jellemzői
A mágneses tér erővonalai zárt görbék, azaz a görbéknek nincs sem kezdetük (forrásuk), sem végük (elnyelődésük). Szemben az elektromossággal nincsenek mágneses monopólusok vagy magnetikusan töltött részecskék. (A rúdmágnes – a mágneses dipólus – pólusai rendezett erővonalnyaláboknak felelnek meg.) A mágnesesség alaptulajdonsága nem a valamely testre gyakorolt vonzó vagy taszító erőkifejtés, hanem a köráramokra (illetve a mozgó elektromosan töltött részecskékre) gyakorolt forgatónyomaték-kifejtés. 

## Mérése
A mágneses erőtér jellemzői közül méréstechnikai okokból általában nem a térerőt mérik, mint az elektromos mezőnél, hanem a fluxust, illetve annak sűrűségét. A mágneses fluxussűrűség változása ugyanis – Faraday indukciós törvénye szerint – feszültséglökést kelt, ami például ballisztikus galvanométerrel könnyebben és pontosabban mérhető, mint a Carl Friedrich Gauss nevéhez köthető, magnetométeres mágneses térerősségmérő módszerrel.
A mágneses erőtér mértékének kifejezésére a tesla és gauss mértékegységeket használjuk [1 tesla = 10 000 gauss, másképpen 10 G = 1 mT (1 millitesla).
Az 1 cm²-nyi felületen áthaladó mágneses erővonalak száma jelenti a gaussban (rövidítve: G) megadott mágneses térerősség egységét. Viszonyításképpen néhány adat a mágneses erő mértékére: a Föld mágneses mezeje kb. 0,5 G erősségű, az átlagos hűtőmágnesek 35–200 G, az iparban használatos eszközök 300–5000 G erősségűek. Az MRI vizsgálat során 200 000 G erősségű mágneses teret alkalmaznak. Laboratóriumokban ennél nagyobb értékeket is elérnek.

## Az elektromos és a mágneses mező összehasonlítása
| Az erőtér neve              | Az erőtér neve           | Az erőtér neve      | Elektromos mező | Mágneses mező |
| Az erőtér fizikai jellemzői | Térerősség               | Térerősség          | Elektromos térerősség (jele {\displaystyle {\boldsymbol {E}}}, mértékegysége {\displaystyle {\frac {V}{m}}})                  | Mágneses térerősség (jele {\displaystyle {\boldsymbol {H}}}, mértékegysége {\displaystyle {\frac {A}{m}}})                          |
| Az erőtér fizikai jellemzői | Fluxussűrűség            | Fluxussűrűség       | Elektromos indukció/fluxussűrűség (jele {\displaystyle {\boldsymbol {D}}}, mértékegysége {\displaystyle {\frac {As}{m^{2}}}}) | Mágneses indukció/fluxussűrűség (jele {\displaystyle {\boldsymbol {B}}}, mértékegysége {\displaystyle {\frac {Vs}{m^{2}}}} (tesla)) |
| Az erőtér fizikai jellemzői | Kapcsolatuk              | Kapcsolatuk         | {\displaystyle {\boldsymbol {D}}=\epsilon \epsilon _{0}{\boldsymbol {E}}}                                                     | {\displaystyle {\boldsymbol {B}}=\mu \mu _{0}{\boldsymbol {H}}}                                                                     |
| Az erőtér fizikai jellemzői | Két közeg határfelületén | folytonosan megy át | {\displaystyle {\boldsymbol {E}}} érintő komponense és {\displaystyle {\boldsymbol {D}}} normális komponense                  | {\displaystyle {\boldsymbol {H}}} érintő komponense és {\displaystyle {\boldsymbol {B}}} normális komponense                        |
| Az erőtér fizikai jellemzői | Két közeg határfelületén | törik               | {\displaystyle {\boldsymbol {E}}} normális komponense és {\displaystyle {\boldsymbol {D}}} érintő komponense                  | {\displaystyle {\boldsymbol {H}}} normális komponense és {\displaystyle {\boldsymbol {B}}} érintő komponense                        |
| Nyitott erővonal            | Forrás és nyelő          | Forrás és nyelő     | Van | Nincs |
| Nyitott erővonal            | Kelti                    | Kelti               | Elektromosan töltött részecske                                                                                                | – |
| Zárt erővonal               | Hurok                    | Hurok               | Van | Van |
| Zárt erővonal               | Kelti                    | Kelti               | Mágneses mező változása | Elektromosan töltött részecske mozgása (elektromos áram) vagy elektromos mező változása                                             |
| Árnyékolása                 | Árnyékolása              | Árnyékolása         | Faraday-kalitkával (a vezető belsejében az elektromos térerősség csak 0 lehet)                                                | Vastag vasburokkal (csak a törési törvény használható ki)                                                                           |

## Fizikatörténete

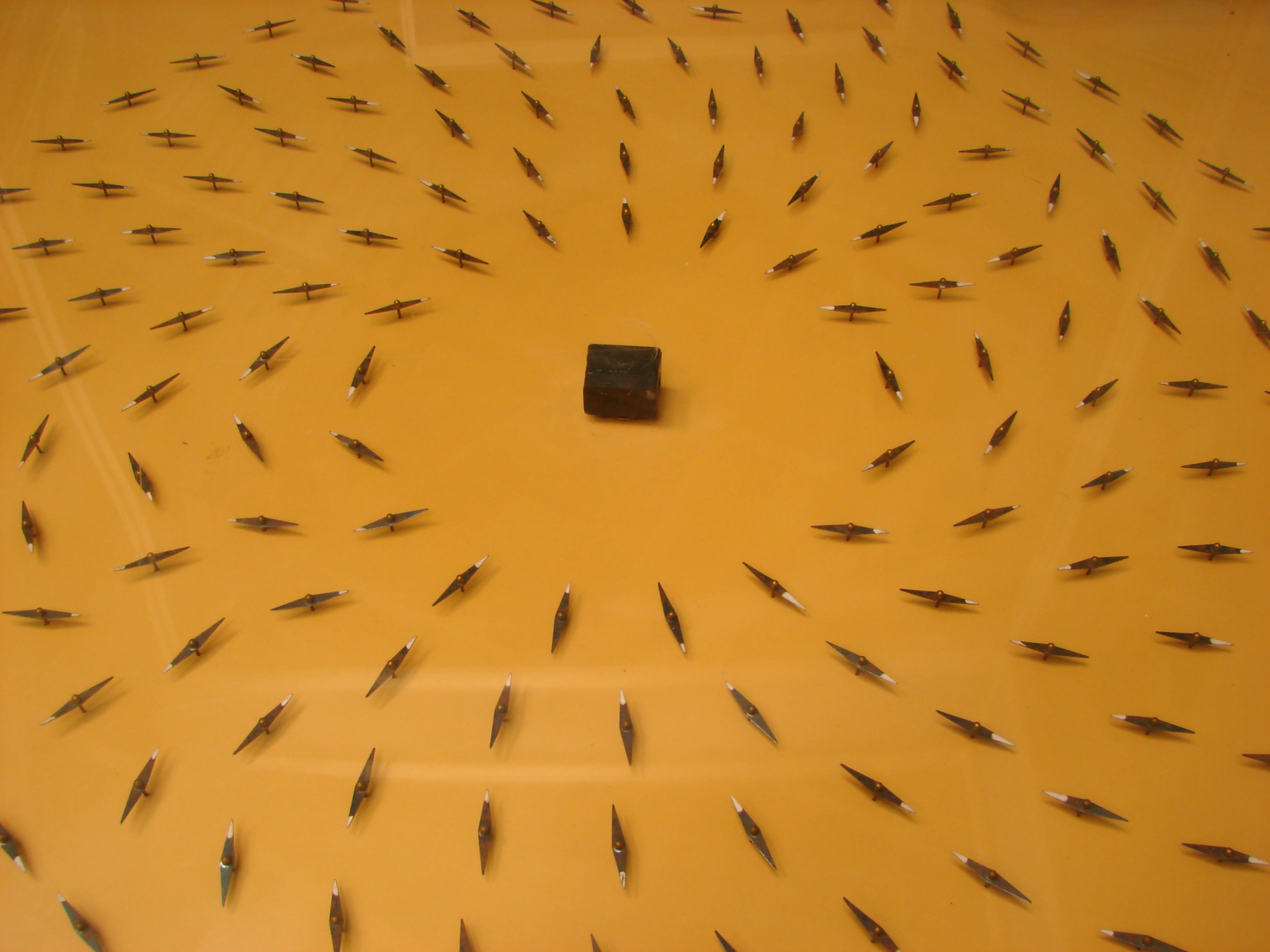
A mágneses mező szemléltetése: a kis iránytűk a központban lévő mágnes hatására elrendeződnek

Hans Christian Ørsted, Der Geist in der Natur, 1854

A mágneses mező vizsgálata történetileg az elektromos mező vizsgálatával párhuzamosan folyt a 18. századtól kezdve. Kezdetben mindkettőnek azonos, korpuszkuláris jellemzőket tulajdonítottak, azonban az új és eltérő jelenségek felfedezése új és eltérő modellekhez vezetett. A 19. században elsősorban Michael Faraday munkássága révén a két mező jelenségei között kapcsolatot találtak. Végül a mágneses mezőt és az elektromos mezőt fogalmilag az elektromágneses mezőben egyesítette a rá vonatkozó négy Maxwell-egyenlet.

## Élettani hatás
Halpern és Vandyk kutatók egy 1965-ös kísérletben a mágneses mező hiányának következményeit vizsgálták. Mágneses tér nélküli környezetet állítottak elő, amelyben kísérleti egerek életét tanulmányozták. A kísérletben részt vevő egerek egyik csoportja egy éven keresztül el volt zárva a mágneses tértől, míg a másik csoport időnként hozzájuthatott. A mágnesességtől elzárt egerek a következő tüneteket mutatták: rövidebb élettartam, szövetszaporodás (ez nem feltétlenül rosszindulatú), terméketlenség, kannibalizmus, helyzetérzékelési zavarok.